# 林滄敏
林滄敏（1958年1月1日—），中華民國政治人物，中國國民黨籍。曾任三屆彰化縣議員，後連任第六至八屆立法委員，2005年初次轉戰立委時即獲全縣最高票，2008年立委選舉擊敗民進黨挑戰三連霸的邱創進，蟬聯全縣最高票，2012年以兩萬票之差大勝彰化縣議員黃秀芳；2014年獲國民黨提名參選第十七屆彰化縣縣長，原被看好但終以十萬票之差敗給立委魏明谷，吞下從政以來首次敗仗；2016年立委選舉以八千票之差敗給黃秀芳，繼縣長敗選後再次落選，也是首次連任立委失利，後漸淡出政壇。

## 早年
林滄敏出身彰化農家，為家中九個子女中的老么，其兄林滄喜曾擔任彰化縣議會議員。林滄敏臺中商專畢業後就開始做生意，他在彰化市永樂街經營食品批發行，賣著餅乾、零食及飲料，逐漸擴大成為經銷商。

## 從政
林滄敏因參加社團而接觸政治，1993年林滄敏36歲時，第一次參選彰化縣議員就高票當選，開啟了他從政之路。

### 立法委員
2008年2月第七屆立法院開議之際，《新新聞》雜誌邀集學者專家向國人「反推薦」哪些委員該基於利益迴避原則或因涉及不法案件而不適合進入哪些委員會。其中，林滄敏因於2004年立委選舉時由樁腳替他買票遭查獲，經彰化地檢署檢察官提起公訴並經彰化地方法院判刑確定，因而「不適宜」進入「司法及法制委員會」。是以他在第七屆轉往經濟委員會。在公督盟歷屆針對立法委員的評鑑當中，林滄敏取得以下成績：
- 2008年8月，公布第七屆第一會期立委評鑑結果，經濟委員會：第二名[3]

- 第八屆[3]：
  - 2012年9月，公佈第八屆第一會期立委評鑑結果，經濟委員會：待觀察
  - 2013年3月，公佈第八屆第二會期立委評鑑結果，經濟委員會：待觀察
  - 2013年8月，公佈第八屆第三會期立委評鑑結果，經濟委員會：待觀察
  - 2014年3月，公佈第八屆第四會期立委評鑑結果，經濟委員會：待觀察
  - 2014年9月，公佈第八屆第五會期立委評鑑結果，內政委員會：待觀察
  - 2015年，林滄敏被公民監督國會聯盟評為連續第六次待觀察，第八屆有六個會期委員會質詢率未達六成及格水準：32%(第一會期)、53%(第二會期)、30%(第三會期)、29%(第四會期)、20%(第五會期)、5%(第六會期)，第六會期口頭質詢率為全立法院最低，委員會出席率也只有52%。[4][5]

## 事件及爭議

### 文化相關預算
2007年11月，時任文化建設委員會副主委的作家吳錦發與知名漫畫家魚夫等指控林滄敏與中國國民黨立委洪秀柱聯手逐條全數反對臺灣文化相關之年度預算、大筆凍結或刪除高達文建會預算六分之一以上的經費（刪除9,000多萬並凍結11億），扼殺臺灣的精神文化建設，使全國藝文團體難以出國進行文化交流，國際宣傳的網站預算不是被刪就是被凍，連國內的文化推廣、古蹟修復等藝文活動也全受影響，企圖讓臺灣文化命脈就此消失。經查，當時係審查2008年度文建會之預算案，該年度原列61億9,261萬6,000元，經立法院審議減列1億8,044萬3,000元，審議時被凍結之預算共21案，凍結數16億4,740萬4,000元，已分別於2008年6月12日及7月14日經立法院同意准予動支在案，並無吳錦發、魚夫所指控文建會預算遭大筆凍結或刪除達六分之一以上之情事發生，乃立法委員監督政府施政，依法行使審查、議決預算案職權。

### 彰化火車站周邊商家盼將彰化鐵路醫院（原「高賓閣」酒家）闢建為停車場
2008年林滄敏召開「彰化火車站周遭環境交通改善公聽會」，要求拆除彰化鐵路醫院（原「高賓閣」酒家），作為停車場，引發文化界要求進行審查的搶救行動。此建築為臺灣現代主義建築的代表之一，是當時中臺灣最大的酒家，也是臺灣新文學之父賴和與臺灣醫學之父杜聰明等名人雅士商賈的宴飲聚會場所。建築物於2011年獲彰化縣政府公告為古蹟。

### 提案修法主張賄選要三審定讞才停職
2008年林滄敏、王進士及吳清池在國民黨立委李乙廷因賄選而遭法院判決當選無效確定、同黨籍張碩文、廖正井、江連福、與親民黨林正二和無盟陳福海等涉選舉官司之際（李、張、廖、江及林等五人其後均喪失立委資格），提出《選罷法》修正草案欲將選舉訴訟由二審終結改為曠日費時的三審審結，並刪除各審級應於六個月內審結之規定。林滄敏另提出修正草案欲將賄選一審有罪即停職改為三審判決定讞才停職，被認為是黑金立委提案修法自保、為賄選護航，引發輿論批判，兩草案最後皆未過關。

### 推動觀光、開放離島博弈
2008年，林滄敏提案，取消離島設置觀光賭場之地方性公民投票須有投票權人總數二分之一以上之限制，並排除適用《刑法》賭博罪章的規定。反賭博合法化聯盟批評中國國民黨將想要通過的公投之門檻降得很低，而把不想過的公投之門檻設得很高（如核四公投）。林滄敏及具黑道背景的中國國民黨立委蕭景田都希望開放設賭場能擴大至臺灣本島。

### 助理相關爭議
2009年林滄敏等三位中國國民黨立委被網友爆料在辦年終活動或尾牙時，向國營事業、公家單位索取禮品以供摸彩，引發爭議、遭受輿論批評。林滄敏的公函指「舉辦中區原住民盃慢速壘球錦標賽，並規劃政令宣導有獎徵答摸彩節目、因經費拮据辦理困窘，敬請貴單位贊助摸彩獎品」。林滄敏表示，行文是為了請行政單位配合活動的政令宣導，若因此造成民眾誤解，未來會盡量避免。學者也認為，立委不能向被監督對象要東西，此舉如同「不樂之捐」。林滄敏助理徐文保涉嫌在2006至2010年7月擔任親民黨平地原住民立委林正二（因賄選而喪失立委資格）辦公室助理、主任期間，替屏東縣崁頂鄉長鄭志成（無黨籍）、彰化縣二水鄉鄉長許文耀（中國國民黨籍）及臺東縣大武鄉長吳仲民（中國國民黨籍）等爭取建設經費，工程完成發包後再收取回扣。徐文保於2011年3月遭臺中地檢署指揮調查局人員帶回偵訊後收押。徐文保在林正二2010年7月被判決當選無效定讞後至林滄敏服務處服務。徐文保於2013年5月遭臺中地方法院判處有期徒刑18年、褫奪公權8年、所得財物新臺幣251萬元追繳沒收。。林滄敏及具黑道背景的中國國民黨立委蕭景田都於2010年支持因違反《農會法》遭判刑十個月、緩刑兩年確定的呂爐山參選彰化農田水利會會長。林滄敏還於2011年花壇鄉鄉長補選時支持已於鄉代會正副主席選舉時賄選（以砂石公司作掩護而進行假買賣真洗錢再轉交賄款）而遭彰化地檢署聲請羈押獲准的中國國民黨籍顧金土，宣稱他是「全國第一名農會總幹事」，結果顧金土上任34天就被判刑確定遭解職入獄，導致2012年花壇鄉鄉長補選成為臺灣地方自治史上首次一任鄉長選三回的奇譚。2014年，林滄敏與花壇鄉長候選人邱海共設聯合競選總部。邱海近親白鴻森與白閔傑父子分別因貪污與賄選案遭解除彰化縣議員職務，擔任白閔傑競選總幹事的舅舅邱海也因賄選買票事發而於2009年選舉前五天搭機離台，隨後遭彰化地檢署發布通緝。2009年6月3日媒體報導林滄敏的助理開 保時捷敞篷跑車，違停在殘障專用車位，並同時擁有同廠牌休旅車，兩部車的車牌數字還一模一樣。據悉，該名助理家中經商，家境頗為富裕。違停事件前，林滄敏已曾告誡過該名助理不要開名車來立院，該名助理亦於違停事件不久後離職。2009年7月，林滄敏有7位助理當選中國國民黨黨代表，成為立院的「黨代表大戶」；其中包括經營電玩業的留峰甫，引發爭議。林滄敏表示，留峰甫是從事電玩機檯外銷，而非開電動玩具店，因為留峰甫是黨代表，所以才會讓他在服務處掛名，但並未支薪。林滄敏助理留峰甫於2010年參選臺中市議員時違反《公職人員選舉罷免法》之「交付賄賂及不正利益罪」，經臺中地方法院與臺灣高等法院臺中分院判處有期徒刑三年六個月、褫奪公權四年，最高法院於2012年駁回留峰甫上訴後判決確定。原獲准先以新臺幣10萬元交保候傳的留峰甫棄保逃匿。林滄敏另一助理魏雲菱同於2010年參選臺中市議員時之樁腳賴以文為其賄選而遭判處有期徒刑一年十個月、緩刑三年期間付保護管束。褫奪公權三年。

### 有關ECFA
2009年至2011年間，民進黨立法委員提案要求政府與中華人民共和國洽簽ECFA時須經「產業參與、社會辯論、國會審查、人民公投」四階段之程序，應先向立法院進行專案報告並須取得國會就談判原則和議題範圍之授權，其中不得載有一定期間內未經立法院審查通過即自動生效之條款以維權力制衡之民主憲政基本原則，並須先取得中國大陸公開承諾不阻撓臺灣與其他國家簽署自由貿易協定 。對此，林滄敏均言辭或投票反對，宣稱立法院不能逐條審查ECFA，否則國會否定ECFA，將會傷害兩岸互信。
2010年民進黨團召開記者會指出經濟部國貿局以「經費補助」請中國國民黨立委舉辦ECFA說明會，其中補助陳淑慧、李慶華、林滄敏12萬到80餘萬元，遭綠委批評「怎可補助單一委員？」其中選區在彰化縣的林滄敏，卻在臺北市辦ECFA宣導會，引發側目。林滄敏回應，他的ECFA宣導會是青創會去辦。經濟部次長林聖忠表示，政府的政策就是要加強對ECFA議題的宣導，只要立委提出合辦或補助的計畫，經濟部會酌予補助，並非針對個人。

### 被控指使趙麗雲昏倒
2010年4月22日立法院教育委員會法案時發生朝野衝突，召委趙麗雲宣稱法案初審通過後被架著退到台前，坐在椅子上休息，有人高喊「主席昏倒了」，趙麗雲自行起身時，站在趙身旁的林滄敏被民進黨立委指控疑似貼近其耳邊說「放乎倒落去」，原本還以手撥髮的趙麗雲隨即癱軟，林滄敏見狀便揮手要旁人離開，並高喊「叫救護車！」，眾民進黨立委隨即在教委會會議室召開記者會，並點名是林滄敏叫趙麗雲昏倒，「國民黨作假」、「虛偽」。林滄敏否認，並怒批是栽贓。

### 不支持保護白海豚的生態廊道
針對2010年臺灣白海豚之棲地保護運動，學者建議，為保護白海豚的洄游路徑，在彰化大城濁水溪口留下一條寬800公尺的生態廊道。國民黨立委蕭景田與林滄敏皆認為「每一種動物遇到障礙自然會找到生存之道，有沒有必要花這麼多錢建置生態廊道值得商榷。」。

### 支持中科四期引水工程
中國國民黨立委鄭汝芬、林滄敏與王惠美於2012年為反對停止中部科學工業園區四期引水工程而率領抗議人士要求國家科學委員會主委朱敬一院士下台。過去，為專管引水給「六輕」使用而興建集集攔河堰後，刺仔埤圳供應溪州農民灌溉用水即「供四停六」，有部分溪州農民擔心之後中科四期還要從圳頭截水，對他們用水會造成更大的影響，因而發起抗爭。彰化出身的立委鄭汝芬、林滄敏，彰化縣縣長卓伯源，還有農田水利會等，這些地方民代與機關遭「反中科搶水自救會」批評與引水工程利益的關係諱莫如深。朱敬一向記者表示他了解地方勢力背後有其利益考量，但「有些事情不知道最好。」林滄敏於2013年3月12日質詢行政院長江宜樺時稱：「...在中科四期通過後，一再的假借護水，然後就斷章取義，跟那些環保人士、行政部門配合演出，造成了延宕...還有國光石化、大鍊鋼廠、HPC廠和桃園航空城，光是在前年和去年這兩年，這5項重大工程都是因為一個原因而不能通過...都是假借環保，是不是？有哪一項不是跟環保有關係？幾乎都一樣。」
2012年林滄敏等47位泛藍立委因於立法院投票反對刪除核四預算（反對票47：贊成票45），而被媒體封為不顧百姓生命財產、貫徹黨意凌駕一切的忠貞投票部隊「擁核47壯士」之一。林滄敏也多次投票封殺「停止繼續興建核四廠，並依環境基本法規定推動台灣成為非核家園」之提案。

### 與黑心油廠商並無私交
2013年《壹周刊》報導林滄敏為大統黑心油的門神之一，林滄敏、鄭汝芬、王惠美等中國國民黨立委都常去董事長高振利的辦公室、是高振利的座上賓。林滄敏表示他是立法院經濟委員會的立委，常與工業區廠商協進會開會，聽取民意與政策說明，說不認識是騙人，但沒收政治獻金，與高振利並無私交。

### 反對追繳黑心廠商不當利得
林滄敏於2013年11月、12月、2014年1月連續在立法院三次投票反對由台灣團結聯盟黨團及民進黨黨團所提「要求行政院責成相關部會儘速共同研擬從所有不肖食品廠不當利得回收中提撥一定比例，設立『賠償信託基金』專戶，並由中央主管機關設立受害者申訴專線及窗口，受理廣大受害民眾及盤商之申訴及退貨賠償事宜。」

### 嗆陸委會主委要看心理醫生
2013年兩岸服貿協議完成簽署後，林滄敏表示「已簽署的協議，要因審查而無法生效？這不是這麼容易的事」。2014年5月，林滄敏質詢陸委會主委王郁琦時表示，人民會反對服貿最主要是不了解，「那要怎麼讓這些人了解？這方法你有沒去思維過？」、「你說的這個內容，你要具體讓人家了解啊！你就一定做事要對症下藥，是不是？」，林滄敏嗆王郁琦「你有沒有去想一想？看一下心理醫生，要不要？到底這些是不是要對症下藥？你說對不對？」

### 反對多元成家
2013年11月，林滄敏在國民黨中常會提案，要求黨團全力阻擋多元成家草案修法通過。

### 彰南工業區開發爭議
2014年8月27日，林滄敏到國民黨中常會造勢，帶著建大輪胎董事長楊銀明、永靖鄉鄉長李詩焱、社頭織襪產業發展協會理事張晉章及寶珍香負責人王世忠為他站台，並以「傳產出頭天 彰化最頂尖 中小企業亮起來」為訴求，聚焦推廣彰化的在地傳統產業，公開宣示未來會「卓規林隨」，達成無縫接軌，向「縣府派」釋出善意。此一公開造勢活動，遭民進黨立委林淑芬及段宜康指涉與台糖租地給彰化縣政府有關，段宜康質疑在該次中常會後，隔兩天台糖董事會便推翻原地現勘的決議，以臨時動議，同意租地給彰化縣政府開發「彰南產業園區」；林淑芬痛批，彰化縣政府9小時內就違法跑完3年的程序，花6,000萬跟台糖租地。其中整地排水計畫之縣府工程預算竟高達142億多，被反彰南產業園區自救會成員質疑「排水溝鍍金都沒這麼貴！」，溪州鄉公所亦質疑「為什麼收益只有40.6億整地卻要花142億元？」。林淑芬說彰濱工業區還有上千公頃閒置、二林鎮也有600多公頃，要蓋工廠根本毋須再徵地，更何況是特定農業區，林淑芬直言，「彰化縣政府就是在A錢！」，反彰南工業區開發自救會認為工廠排放污染會破壞良田而強烈反對，內政部土地徵收審議小組亦認定該案未具公益性及必要性。林滄敏卻於正值彰南產業園區通過與否的關鍵時刻說要「卓規林隨」，被指為根本是災難相隨。立委魏明谷認為此缺乏環境評估的開發亦將影響埤頭鄉、竹塘鄉及西螺鎮之農業。立委段宜康也痛批馬英九與林滄敏等違法亂紀 。林滄敏於縣長選舉時在溪州鄉水尾村只拿到一成五、在溪州鄉全鄉也僅拿到三成的選票，顯示溪州鄉民用選票拒絕高污染產業進駐。2015年4月10日魏明谷公開宣示廢止彰南產業園區。

### 用選舉文宣夾帶縣府敬老金 遭指控侵占
2014年10月，魏明谷陣營表示，大批民眾向該總部通報，在彰化縣溪州鄉與和美鎮等地有村里長參選人及林滄敏助選員在村里辦公室拿縣政府社會處發的敬老禮金與毛毯禮盒，夾帶林滄敏的選舉文宣，一併裝入印有林滄敏名銜的文宣提袋。魏陣營前往彰化地檢署按鈴申告指縣府已要求不能將候選人文宣與縣府禮金禮品一起發送，以免違反《行政中立法》，林滄敏陣營的行為是拿公家物品「魚目混珠」送給選民，讓民眾以為是林滄敏送的禮物，涉嫌侵占與用納稅人的錢行賄。林滄敏陣營聲稱其競選總部人員只是在重陽節禮金、禮品發放現場發放環保袋文宣品，工作人員和志工自發性將其文宣品一起發放，純為方便民眾取領。

### 法務部針對曲棍球事件向林滄敏發出之函文曲棍球協會涉嫌浮報經費案

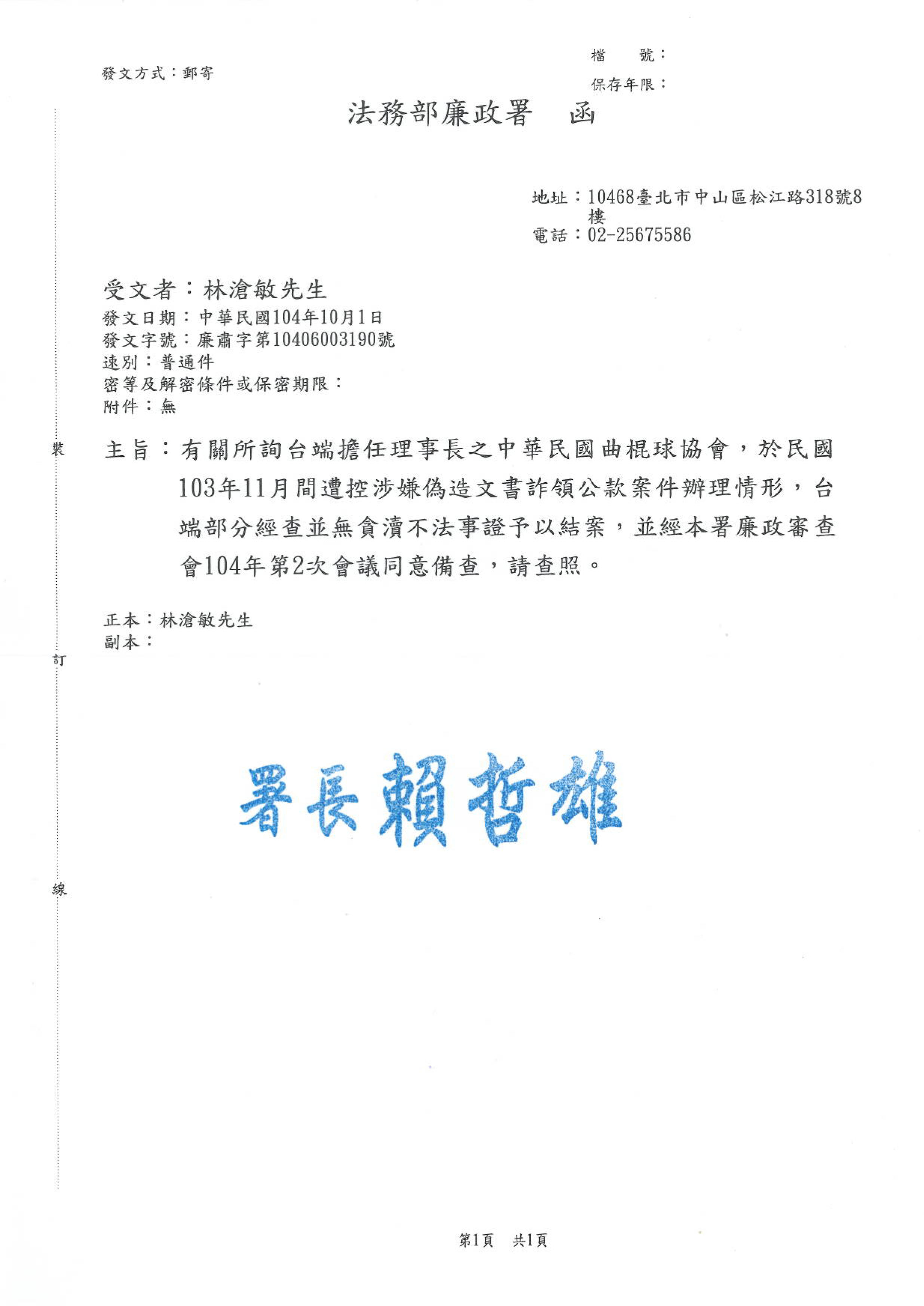
法務部針對曲棍球事件向林滄敏發出之函文

2014年11月，彰化縣縣長選舉投票前一週， 民進黨籍立委段宜康質疑該協會申報假清冊和假單據是偽造文書，請款單據甚至出現已廢棄10年的體育場「幽靈戳章」，體育署察覺有異卻有為曲棍球協會包庇、掩護其涉詐領公款之嫌，連2013年度的出國經費也因單據有問題而尚未核銷。之後法務部廉政署接獲檢舉展開調查，該署於2月18日發函向教育部體育署調曲棍球協會的報銷資料，體育署19日即回覆，該協會竟於3月11日把540萬繳回，當中涉及洩密責任。但廉政署與彰化地檢署對這樣清楚的案子卻查了至少9個月還查不出所以然來。 民進黨籍曾任法官的立委吳秉叡指出這比偽造文書還嚴重，是涉嫌「貪汙治罪條例」中的詐領公款罪，不會因為繳回犯罪所得就能除罪，他要求檢調機關立即偵辦。  民進黨籍立委段宜康並承諾如果其所陳述有關「2011、2012兩年，中華民國曲棍球協會和理事長林滄敏，分別交了20萬8千和2萬3千元給彰化縣立體育場，兩年合計才23萬1千元；卻以不實清冊和單據向體委會和教育部體育署詐領了540萬元！」不是事實，段宜康就當眾把一顆曲棍球吃了。對此，林滄敏嚴正駁斥外界的指涉，林滄敏表示，前年他掛名接下曲棍球協會理事長一職，沒過問協會經費，也不經手財務，不要說浮報了，如果有詐領之嫌，司法單位早就找上門找他調查，事實卻沒有。曲棍球協會秘書長李淑惠表示：「我的行政疏失，卻讓理事長（指林滄敏）扛，我很內疚。」，李淑惠指出，絕對沒有詐領乙事，只是報領內容報錯，把場地設備費當成住宿費核銷，體育署發現核銷名稱不符不准核銷，協會即把申領540萬元款項繳回。另有媒體報導，林滄敏接任中華民國曲棍球協會理事長後，連續3年以「培育優秀或具潛力運動選手計畫」申請政府補助2,700萬元經費，2012年度甚至在各單項運動中獲最多補助。彰化縣政府所屬體育場於2013年僅向該協會收取2萬3千元租借住宿費用，但該協會竟以270萬元向體育署核銷，明顯高出彰化縣政府的規費百倍之多。該協會並被控偽造單據侵呑營養費補助，讓國手在2012年、2013、2014年簽了領據，卻沒拿到該領的費用。本案經法務部廉政署調查,2015年11月17日特偵組以未發現貪瀆事證予以結案，並提送廉政審查會備查；另有協會相關人員因涉嫌偽造文書等罪嫌部分，業已移送轄管地方法院檢察署偵辦中。林滄敏表示，「我絕對會帶著這顆曲棍球到段宜康辦公室叫他當面吃掉！」段宜康回應，「叫我吞曲棍球？林滄敏把我當儍子！」，表示自己日前才痛批廉政署包庇、苟且，憑什麼現在要相信這個單位，另外也提出2份單據，讓人民自行判斷是不是該相信廉政署。段宜康臉書湧入大批網友要求其兌現諾言，對此，他表示，「謝謝各位厚愛，但這個案子還在彰化地檢署偵辦中」。段宜康質疑李淑惠秘書長替老板頂罪「如果林滄敏理事長沒有問題，為什麼在偵辦過程中，(李淑惠)就趕快把詐領所得的540萬，先還給教育部？」「如果真的都只是李秘書長的個人犯罪，先假造單據，再去詐領補助給學生選手的費用，不是早該被曲棍球協會踢出門？為什麼李淑惠現在還是林滄敏理事長的秘書長？」
2019年5月14日，監察院對偵辦此案時漏未論斷曲棍球協會秘書長偽造印章、印文及署押、又漏未論斷侵占及盜用公印文等犯罪事實、違反《刑法》明文規定而有明顯重大違誤、嚴重違反辦案程序的檢察官陳隆翔通過彈劾，移送司法院公務員懲戒委員會職務法庭處分。

### 模仿金城武廣告
2014年林滄敏連續兩支競選形象廣告完全模仿金城武的廣告，COPY金城武有人質疑有侵權之嫌，林滄敏回應，廣告未經他同意上架，現在已經都撤下廣告了。

## 其他

### 政治獻金與財產
根據《監察院公報：廉政專刊》所公布
林滄敏於2008年3月12日所申報他在2007年7月13日至2008年2月11日所收受之政治獻金共計1,632萬6,927元。林滄敏於2012年4月16日所申報他在2011年7月26日至2012年2月13日所收受之政治獻金共計2,561萬9,999元。其中前三大來源為：營利事業捐贈1,176萬5,500元，個人捐贈913萬1,200元，中國國民黨捐贈300萬。單筆超過3萬元之收入合計共有2,322萬元。

林滄敏於2013年12月16日所申報之公職人員財產，
他和配偶名下共有土地22筆、建物15處、汽車5輛、存款及有價證券等財產超過950萬，另有19筆保險和2筆貸款。

## 選舉紀錄
| 年度 | 選舉屆數               | 選舉區           | 所屬政黨   | 得票數  | 得票率 | 當選標記 | 備註 |
| ---- | ---------------------- | ---------------- | ---------- | ------- | ------ | -------- | ---- |
| 1994 | 第十三屆彰化縣議員選舉 | 彰化縣第一選舉區 | 無黨籍     | 8,637   | 5.88%  |          |      |
| 1998 | 第十四屆彰化縣議員選舉 | 彰化縣第一選舉區 | 無黨籍     | 15,033  | 10.94% |          |      |
| 2002 | 第十五屆彰化縣議員選舉 | 彰化縣第一選舉區 | 無黨籍     | 13,044  | 10.43% |          |      |
| 2004 | 第六屆立法委員選舉     | 彰化縣選舉區     | 中國國民黨 | 60,355  | 9.39%  |          |      |
| 2008 | 第七屆立法委員選舉     | 彰化縣第二選舉區 | 中國國民黨 | 77,871  | 60.03% |          |      |
| 2012 | 第八屆立法委員選舉     | 彰化縣第二選舉區 | 中國國民黨 | 96,108  | 55.47% |          |      |
| 2014 | 第十七屆彰化縣縣長選舉 | 彰化縣           | 中國國民黨 | 284,738 | 39.58% |          |      |
| 2016 | 第九屆立法委員選舉     | 彰化縣第二選舉區 | 中國國民黨 | 65,020  | 40.02% |          |      |

## 個人生活
林滄敏虔誠信佛，熱心公益，早在尚未踏入政壇前，就主動成為彰化家扶中心的永久認養人，行善終年不綴。林滄敏積極認真、草根性十足，頗獲彰化鄉親肯定認同；林滄敏事母至孝，與高齡九十八歲的母親已同住三十多年，晨昏定省：在妻子面前，林滄敏向來輕聲細語；三個子女也學有所成，均取得碩士學位。身為跆拳道高手的林滄敏，年輕時開過道館，至今依然保持每天練氣功運動的習慣。林滄敏嗜好為喝老茶，而且是喝半世紀以上的老茶，無論是拜訪選民或者是重要酬酢場合，他都自備茶壺，以茶代酒，與人分享老茶獨到的韻味。

## 參看
- 會計法第99-1條修正烏龍事件
- 2008年中華民國立法委員選舉區域暨原住民選舉區投票結果列表
- 2012年中華民國立法委員選舉區域暨原住民選舉區投票結果列表
- 2014年中華民國直轄市長及縣市長選舉

## 外部連結
- 林滄敏的Facebook專頁
- YouTube上的林滄敏頻道
- 立法院 （页面存档备份，存于）